# عنایت‌الله شهیدی
عنایت الله شهیدی (زاده ۱۳۰۴ خورشیدی در روستای برغان از توابع شهرستان ساوجبلاغ – درگذشته ۱۸ مرداد ۱۳۸۲) استاد فلسفه و تعزیه پژوه بود.
از دهه چهل هجری شمسی به مطالعه جدی درباره هنر تعزیه پرداخت . 
تحقیق او با نام «پژوهشی در تعزیه و تعزیه خوانی» با عنوان برترین پژوهش فرهنگی سال ۱۳۷۹ کشور برنده جایزه شد و نمایندگی یونسکو در ایران آن را چاپ کرد.